# Halobiotus arcturulius
Halobiotus arcturulius är en djurart som tillhör fylumet trögkrypare, och som beskrevs av Michael Douglas Crisp och Kristensen 1983. Halobiotus arcturulius ingår i släktet Halobiotus och familjen Hypsibiidae. Inga underarter finns listade i Catalogue of Life.